# Robert Frucht
Robert Wertheimer Frucht, connu plus tard sous le nom de Roberto Frucht (9 août 1906 – 26 juin 1997),, est un mathématicien germano-chilien. Son domaine de recherche est la théorie des graphes et en particulier les symétries des graphes.

## Biographie
En 1908, la famille Frucht déménage de Brno (à présent en République tchèque), où il est né, à Berlin. Frucht entre à l'Université de Berlin en 1924 avec un penchant pour la géométrie différentielle, mais passe à la théorie des groupes sous l'influence de son directeur de thèse, Issai Schur. Il obtient son doctorat en 1931,.
Incapable de trouver un emploi dans l'enseignement en Allemagne à cause de sa nationalité Tchèque, il devient actuaire à Trieste. Il quitte l'Italie à cause des lois raciales qui entrent en vigueur à cette époque,. Il déménage en Argentine, où habitent des parents de sa femme. Il essaye de se rendre à partir de là aux États-Unis, mais son emploi non universitaire l'empêche d'obtenir le visa nécessaire,. En 1939, Robert Breusch, un autre mathématicien allemand qui a travaillé au Chili pendant trois ans, mais part aux États-Unis, invite Frucht à prendre sa place à l'Université technique Federico Santa María de Valparaíso au Chili,,. À Santa María, Frucht devient doyen de la faculté de mathématiques et physique de 1948 à 1968. Il prend sa retraite pour devenir professeur émérite en 1970.

## Travaux

Le graphe de Frucht.

Robert Frucht est connu pour le Théorème de Frucht, qui affirme que tout groupe peut être vu comme le groupe des automorphismes de graphe d'un graphe non orienté, et pour le graphe de Frucht, un des deux plus petits graphes cubiques dont le seul automorphisme est l'identité.
La notation LCF, décrivant les graphes cubiques hamiltoniens, est nommée d'après les initiales de Joshua Lederberg, H. S. M. Coxeter et Robert Frucht, ses principaux concepteurs.

## Honneurs et distinctions
Robert Frucht a été élu à l'Académie chilienne des sciences comme membre correspondant en 1979. Un numéro spécial du Journal of Graph Theory a été publié en l'honneur de Frucht en 1982, et un numéro spécial du journal Scientia, Series A, le journal du département de mathématiques de l'Université technique Federico Santa María, a été publié pour son 80e anniversaire en 1986,.

## Source
- (en) Cet article est partiellement ou en totalité issu de l’article de Wikipédia en anglais intitulé « Robert Frucht » (voir la liste des auteurs).